# Boarmia microdoxa
Boarmia microdoxa är en fjärilsart som beskrevs av Edward Meyrick 1897. Boarmia microdoxa ingår i släktet Boarmia och familjen mätare. Inga underarter finns listade i Catalogue of Life.